# Castillo de Albentosa

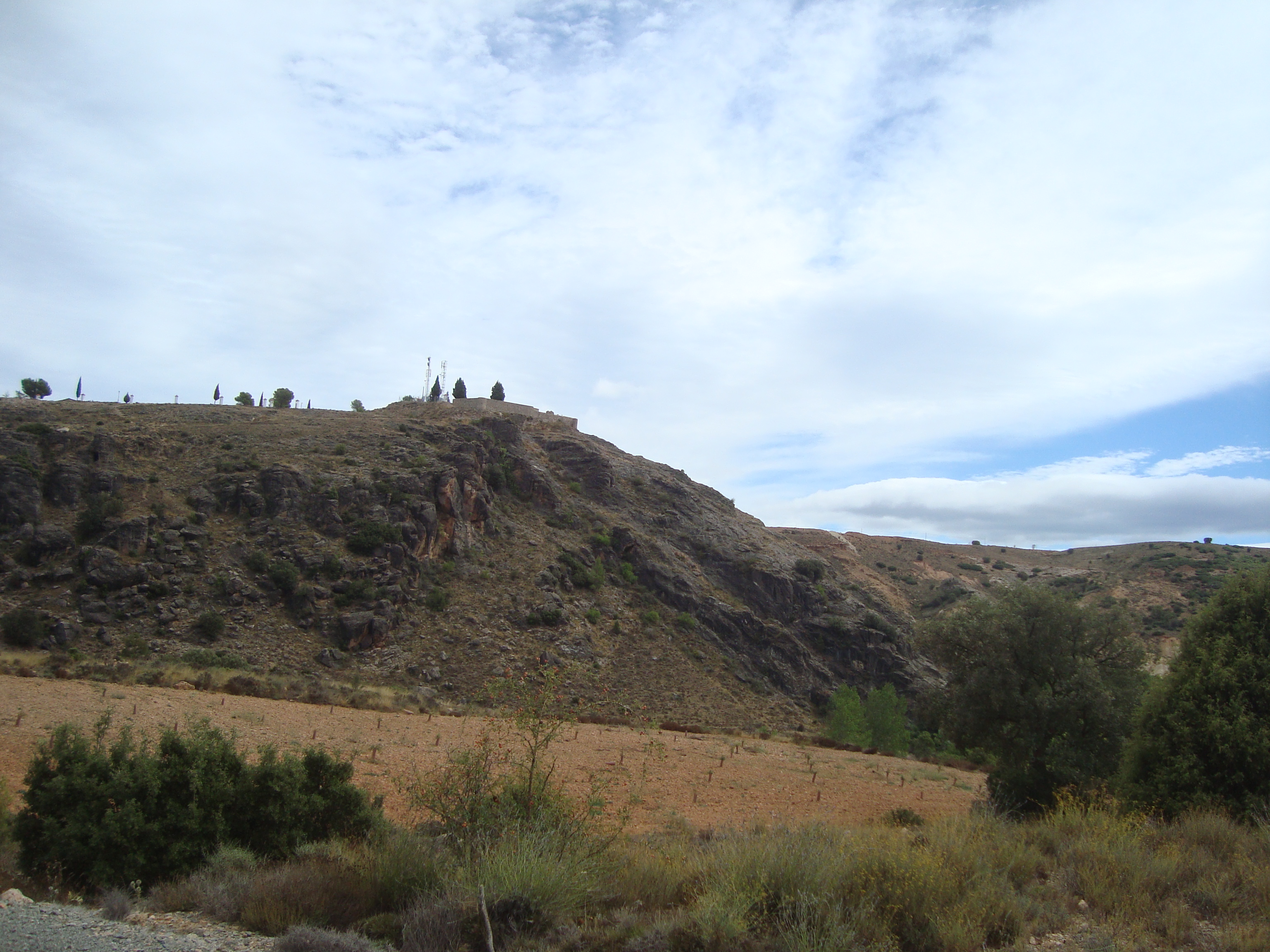
Castillo de Albentosa

El Castillo de Albentosa se sitúa en Albentosa, Teruel, en el pliegue derecho del río Albentosa. En este sector, el río se encaja en los antiguos rellenos de la fosa de La Puebla. Su forma original fecha del siglo XII con una posición estratégica y de control del camino de Teruel a Valencia, esta cuenta de una aventajada posición defensiva. En la actualidad, el contiguo ha sido modificado al servir como cementerio de la zona.
La fortaleza templaria es un espacio cuadrado que posee 1500m2 de superficie. Alberga una torre a cada uno de sus aristas que aboca a los cuatro puntos cardinales. En total se conservan cuatro torres, tres de ellas de la misma altura y con una base circular, sin embargo, la cuarta, descubierta en 2009, se comprende de una base cuadrada, maciza, y con una altura superior a las anteriores. Este último roque con ubicación al norte, que asegurando proteger a su zona más accesible. 

## Historia
Fue invadido en 1195, por primera vez, por la Orden Militar del Temple, construyendo la mayor parte de la fortaleza actual.
Posteriormente, tras la conquista del Reino de Valencia, el castillo pasó a manos del noble Jimeno Pérez de Arenós, iniciándose un altercado al encontrarse en Teruel, que poco después fue ganado por los turolenses.
Durante la Guerra de los Dos Pedros, los castellanos ocuparon el sitio y en la década de los 60 del siglo XV, sufrió ataques debido a las disputas dinásticas.
Dos siglos más tarde protagonizarian escenarios bélicos en la Guerra de Sucesión, con la muerte de un centinela del Regimiento de Dragones del Marqués de Boubil en junio de 1708, de un recluta en marzo de 1711. Aumentando la violencia en la primavera de ese mismo año con la ejecución de 21 personas por los migueletes en las cercanas Casas de la Jaquesa.
En 1855 en plena epidemia de cólera, en la que uno de cada nueve habitantes morían (104 en total) fueron enterrados en el castillo, que desde ese momento pasó usarse como cementerio.